# Le Soulié
Le Soulié település Franciaországban, Hérault megyében. Lakosainak száma 133 fő (2022. január 1.). Le Soulié La Salvetat-sur-Agout, Anglès, Courniou, Riols és Saint-Pons-de-Thomières községekkel határos.

## Népesség
A település népességének változása:
| Lakosok száma | 120  | 107  | 119  | 116  | 117  | 123  | 130  | 127  | 124  | 133  |
|               | 1968 | 1982 | 1990 | 2006 | 2013 | 2015 | 2017 | 2019 | 2020 | 2022 |